# Tetoiu
Tetoiu est une commune roumaine située dans le județ de Vâlcea.